# جی‌سی‌وی‌دی
جی‌سی‌وی‌دی (به انگلیسی: JCVD) یک فیلم سینمایی درام و جنایی فرانسوی-بلژیکی محصول سال ۲۰۰۸ به کارگردانی مبروک المکری با بازی ژان-کلود ون دام به عنوان نسخه‌ای نیمه داستانی از خودش، یک ستاره فیلم‌های اکشن که خانواده و حرفه‌اش در حال فروپاشی است او را در حالی که در وسط یک سرقت مسلحانه اداره پست در زادگاهش بروکسل، بلژیک گرفتار شده‌است را به تصویر می‌کشد.
این فیلم جوایز متعددی از جمله جایزه بهترین بازیگر نقش اول مرد (ژان کلود ون دم) را در چندین جشنواره بین‌المللی کسب کرد.

## تولید
ایده فیلم از تهیه‌کننده‌ای نشأت می‌گیرد که با ون دام توافق کرده بود تا خودش را در یک فیلم بازی کند. تهیه‌کننده که می‌دانست المکری از طرفداران ون دام است، از او خواست تا فیلمنامه اصلی را بازبینی کند. فیلمنامه نویسان ون دم را صرفاً یک دلقک می‌دانستند، اما المکری احساس می‌کرد که ون دام چیزهای بیشتری از آنچه مردم از شخصیت اکشن-قهرمانی او در صفحه بزرگ و بازی‌های مضحک تلویزیونی می‌دانند وجود دارد. المکری که تحت تأثیر ژان-لوک گدار بود، پیشنهاد نوشتن پیش‌نویس را داد. جایی که ایده دزدی از بانک و عدم اطلاع از آنچه در داخل آن اتفاق افتاده مطرح شد. ون دام از این مفهوم هیجان زده شد. او پس از تماشای فیلم ویرجیل (۲۰۰۵) المکری، بلافاصله به سراغ این کارگردان فرانسوی رفت. ال مکری اظهار داشت که حدود ۷۰ درصد فیلمنامه حاضر بوده و ۳۰ درصد دیگر توسط بازیگران بداهه بوده‌است. بیشتر آگهی‌ها از ون دام آمده‌است. در طول مونولوگ شش دقیقه‌ای ون دام، او به مشکلات گذشته مواد مخدر اشاره می‌کند. در زندگی واقعی، ون دام در سال ۱۹۹۵ با کوکائین مشکل داشت، در سال ۱۹۹۶ وارد یک برنامه بازپروری یک‌ماهه شد اما تنها پس از یک هفته آن را ترک کرد.

## بازخوردها
بررسی‌ها برای JCVD مثبت بوده‌است. در راتن تومیتوز این فیلم بر اساس ۱۰۷ نقد، ۸۴ درصد امتیاز دارد. در متاکریتیک، این فیلم بر اساس نظرات ۲۶ منتقد، امتیاز ۶۴ از ۱۰۰ را کسب کرده‌است. ریچارد کورلیس از مجله تایم، بازی ون دام در این فیلم را دومین بازی برتر سال (بعد از جوکر هیث لجر در شوالیه تاریکی) اعلام کرد، که قبلاً اعلام کرده بود که ون دام «لایق یک کمربند سیاه نیست، بلکه یک اسکار» است. راجر ایبرت به فیلم ۲٫۵ ستاره داد و اشاره کرد که فیلم «تقریباً به طرزی دوست داشتنی خشن» ون دام است، که «دربارهٔ خود چیزهای بدتری از آنچه منتقدان تصور می‌کنند می‌گوید و اثر به طرز تکان دهنده‌ای صادقانه است». ولی علیرغم تحسین عمومی منتقدان، فیلم در باکس آفیس ضعیف عمل کرد و ۲٫۳ میلیون دلار فروخت، در مقابل بودجه ۱۲ میلیون دلاری.